# 1722 Goffin
Az 1722 Goffin (ideiglenes jelöléssel 1938 EG) a Naprendszer kisbolygóövében található aszteroida. Eugène Joseph Delporte fedezte fel 1938. február 23-án.